# Booba (rapper)
Booba, pseudonimo di Élie Yaffa (Sèvres, 9 dicembre 1976), è un rapper e disc jockey francese di origine senegalese.

## Biografia
Élie Yaffa è nato il 9 dicembre 1976 a Boulogne-Billancourt, Hauts-de-Seine da padre senegalese e madre francese. Cresce a Meudon-la-Forêt e più tardi si sposta a Pont de Sèvres, a Boulogne-Billancourt, quartiere che rappresenterà nei suoi testi (e che viene chiamato ''Boulbi''). Il suo nome d'arte, Booba, è un omaggio a un suo cugino di nome Boubacar conosciuto durante il suo primo viaggio in Senegal. Spesso si è detto che fosse di confessione ebrea, ma ha smentito affermando di essere musulmano anche se poco praticante.

### Gli inizi con Ali (1994-2002)
Ballerino di hip hop per il gruppo La Cliqua, inizia la sua carriera come rapper nel 1994. Successivamente conosce il rapper Alì, insieme al quale fonda il gruppo Lunatic; i due abbandonano La Cliqua e più tardi entrano a far parte del collettivo Time Bomb, formato da altri importanti rapper francesi come Oxmo Puccino, Pit Baccardi e gli X-Men.
Nel 1996 i Lunatic realizzano il singolo Le crime paie, una delle canzoni rap francesi più importanti e iconiche di sempre. Dal 1997 al 1998 Booba è incarcerato per furto ai danni di un tassista. I Lunatic, dopo aver fondato la loro etichetta musicale 45 Scientific, nel 2000 realizzano l'album Mauvais Oeil, un classico del rap francese.

### Carriera solista
Il 24 aprile del 2002 Booba pubblica il suo primo album solista dal titolo Temps Mort con buon successo di critica. Questo album permette al giovane rapper di ottenere un contratto con la Universal e di realizzare il secondo lavoro solista nel 2004 dal titolo Panthéon, che contiene anche una collaborazione con il cantante giamaicano Wayne Wonder. Nel 2004 Booba commercializza la sua linea di abbigliamento chiamata Ünkut, disponibile anche sull'Xbox Live Marketplace e scaricabile come contenuto promozionale del gioco Saints Row. Inoltre fonda l'etichetta indipendente Tallac Records.
Nel 2006 pubblica l'album Ouest Side: il brano "Tout c'qu'on connaît" è inserito nella colonna sonora del film Taxi 3, inoltre collabora con Akon al brano Gun In Hand. Inoltre nel 2005 e 2007 fa uscire i mixtape Autopsie vol. 1 e Autopsie vol. 2.
Il 24 novembre 2008 pubblica l'album 0.9, che raggiunge il disco d'oro. L'anno successivo rilascia il mixtape Autopsie vol. 3 che batte ogni record di vendita per un mixtape in Francia.
Nel 2010 realizza il disco dal titolo Lunatic, prodotto per la sua etichetta indipendente (Tallac Rec.) e interamente registrato a Miami, che vede collaborazioni internazionali importanti con P. Diddy sul brano Cesar Palace e con Akon nella titletrack. L'album ottiene grande successo arrivando al platino, superando le 150 000 copie. L'anno successivo pubblica il mixtape Autopsie vol. 4.
Nel 2012 Booba pubblica l'album Futur, quasi interamente prodotto dal team di producer Therapy, fortemente ispirati dalle sonorità trap. Il disco esce sotto etichetta AZ/Universal e vede collaborazioni internazionali con i rapper americani Rick Ross e 2 Chainz, inoltre vi è un featuring con Kaaris che contribuisce a dare grande visibilità a quest'ultimo. Futur raggiunge il platino e viene ripubblicato l'anno successivo insieme a un cd di inediti, con il titolo Futur 2.0.
Nel 2014 fonda una nuova etichetta, la 92.i, che mette sotto contratto alcuni artisti emergenti del panorama francese e belga, come Benash, Damso, Shay e Sidboy.
Nel 2015 vengono pubblicati il disco D.U.C., che vanta un featuring con il rapper americano Future, e il mixtape Nero Nemesis.
Nel 2017 pubblica l'album Trône, e, tre anni dopo, incide il suo ultimo progetto Ultra.

## Controversie
Booba è famoso anche per le numerose "faide" con altri esponenti della scena rap, e non solo, che lo hanno visto coinvolto nel corso degli anni. Tra queste vanno ricordate senza dubbio quelle con Rohff, Sinik, La Fouine, Kaaris, Gims e quella con Fred Musa, conduttore del programma Planète Rap di SkyrockFM.
Nel marzo del 2013 i dissapori con La Fouine sono sfociati in una rissa in una palestra a Miami, di cui sono stati caricati i video su YouTube.
A dicembre 2018, attraverso i propri social, Booba sfida pubblicamente Kaaris a presentarsi sul ring per un incontro di MMA, in modo da chiudere definitivamente la faida tra i due dopo i fatti di Orly.
Nell'agosto 2018, Damso abbandona l'etichetta di Booba, ringraziando per il supporto ricevuto. Quest'ultimo tuttavia non la prende bene e attacca il rapper belga in svariate occasioni attraverso i social network. A giugno 2019, Damso collabora con Nekfeu alla traccia Tricheur, in cui si scaglia contro il mondo delle etichette discografiche: Booba lo interpreta come un dissing a lui diretto e risponde con nuovi attacchi, sia su Instagram che su youtube..

## Procedimenti giudiziari
Il 1º agosto 2018, Booba è protagonista di una violenta rissa con Kaaris all'aeroporto di Orly nella zona duty-free, davanti a centinaia di testimoni. Il tutto culmina con diverse decine di migliaia di euro di danni provocati e con la denuncia dei due rapper e dei rispettivi entourage, posti in custiodia cautelare in attesa del processo fissato ai primi di settembre. L'episodio è il culmine di una faida che fino ad allora si era svolta solamente sul web e con frecciate reciproche in varie canzoni. Il 23 Agosto, il celebre rapper francese è stato rilasciato sotto controllo giudiziario, con il divieto di uscire dal territorio francese, aspettando il processo fissato il 6 Settembre al "Tribunal de grande instance" di Créteil. La sentenza arriva ai primi di ottobre e vede i due rapper condannati a 18 mesi con condizionale e al pagamento di 50000 euro di danni.

## Discografia

### Da solista
Album in studio
- 2002 – Temps mort
- 2004 – Panthéon
- 2006 – Ouest Side
- 2008 – 0.9
- 2010 – Lunatic
- 2012 – Futur
- 2015 – DUC
- 2015 – Nero Nemesis
- 2017 – Trône
- 2021 – Ultra
- 2024 – Ad vitam æternam

Mixtape
- 2005 – Autopsie vol. 1
- 2007 – Autopsie vol. 2
- 2009 – Autopsie vol. 3
- 2011 – Autopsie vol. 4
- 2017 – Autopsie 0

### Con i Lunatic
- 1995 – Cut Killer Spécial (con Lunatic) (mixtape)
- 2000 – Mauvais Oeil (con Lunatic)
- 2006 – Black Album (compilation)